# Moulin Delestic
Le moulin Delestic est un moulin situé à Reillanne, en France.

## Localisation
Le moulin est situé sur la commune de Reillanne, dans le département français des Alpes-de-Haute-Provence.

## Historique
Construit sur les bords du Largue, le moulin Delestic est un bâtiment datant de 1859 ; il a été érigé sur les ruines d'un ancien moulin. Il doit son nom à une ancienne famille de Reillanne, les Delestic, qui en a été propriétaire jusqu'en 2007, date à laquelle la municipalité en fait l'acquisition afin de le sauvegarder.
L'édifice est inscrit au titre des monuments historiques en 1993.